# 1886 en architecture
| Années de l'architecture : 1883 - 1884 - 1885 - 1886 - 1887 - 1888 - 1889    |
| Décennies de l'architecture : 1850 - 1860 - 1870 - 1880 - 1890 - 1900 - 1910 |

Cet article présente les faits marquants de l'année 1886 en architecture.

## Réalisations
- 31 octobre : inauguration du Pont Dom-Luís au Portugal.
- Construction du château de Neuschwanstein en Bavière.
- Ouverture du 1886 Crescent Hotel & Spa à Eureka Springs, en Arkansas.
- Reconstruction de l'église médiéval Saint-Sauveur à Aix-la-Chapelle par Joseph Laurent (de) en une basilique à trois nefs de style néo-roman.

## Récompenses
- Royal Gold Medal : Charles Garnier.
- Prix de Rome :  Albert Louvet.

## Naissances
- 24 mars : Robert Mallet-Stevens († 8 février 1945).
- 27 mars : Ludwig Mies van der Rohe († 17 août 1969).
- 27 mars : Clemens Holzmeister naît à Fulpmes dans le Tyrol autrichien († 12 juin 1983).
- 27 juillet : Ernst May († 11 septembre 1970).

## Décès
- novembre : George Devey (° 1820).
- Henry Hobson Richardson (° 29 septembre 1838).